# Muzyka austriacka

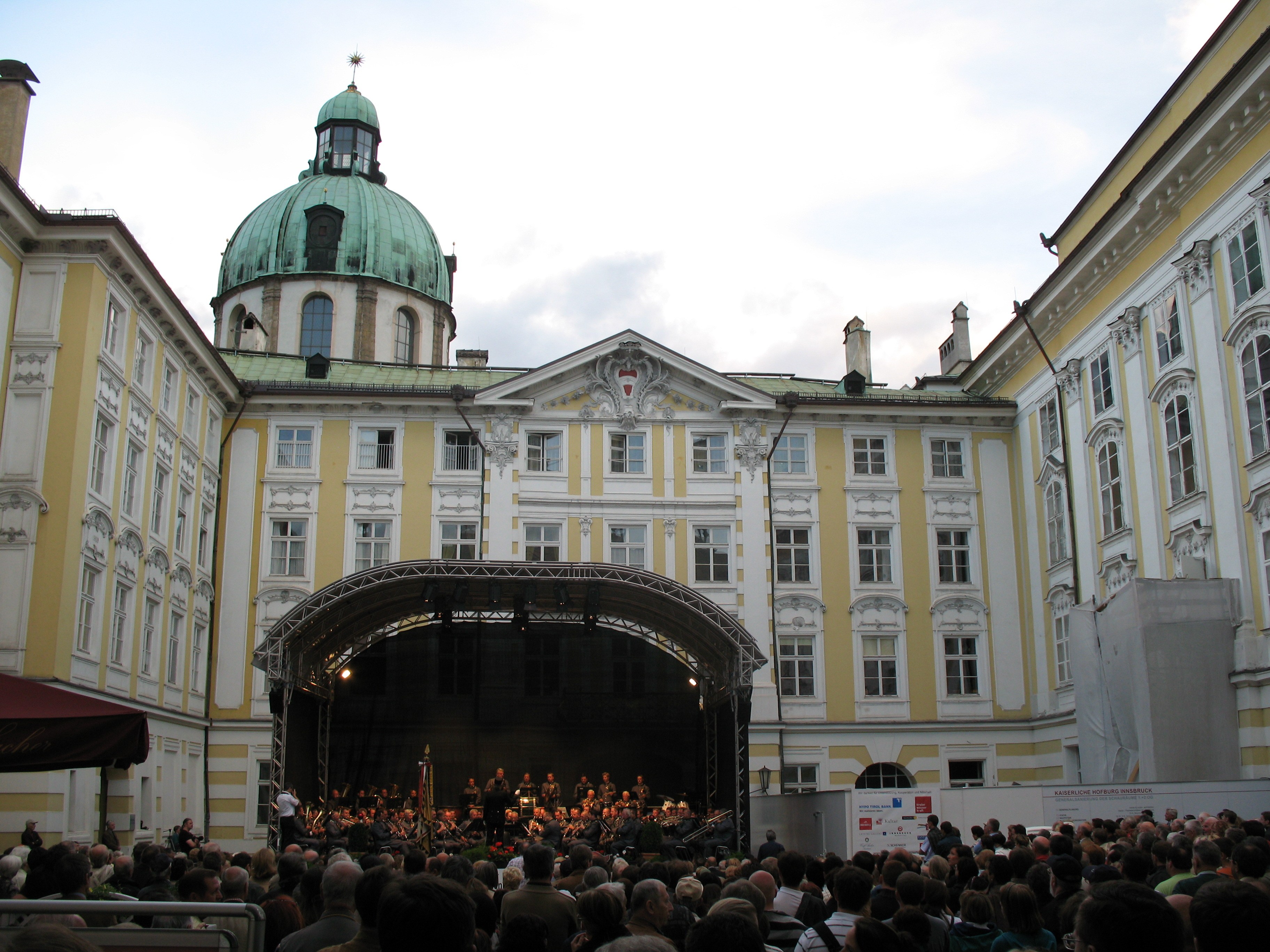
Grupa grająca tradycyjną muzykę przed Pałacem Cesarskim w Innsbrucku

Muzyka austriacka – muzyka tworzona na terenie Austrii; uznawana za część austriackiej kultury, powstawała w silnym związku z kulturami państw ościennych, w tym niemieckich. Z uwagi na te związki oraz zmiany terytorialne ścisłe granice tego pojęcia nie są ostre.

## Wiedeń
Wiedeń był ważnym ośrodkiem muzycznych innowacji. W okresie baroku muzyka austriacka była pod silnym wpływem Słowian i Węgrów. Na początku XVI wieku zaczęło rosnąć znaczenie Wiednia jako centrum kulturalnego. Miasto było głównie związane z instrumentami, między innymi lutnią. W XVIII i XIX wieku kompozytorów do miasta przyciągała dynastia Habsburgów, którzy byli mecenasami sztuki przemieniającymi Wiedeń w europejską stolicę muzyki poważnej doby klasycyzmu (czas tzw. szkoły starowiedeńskiej, a później klasyków wiedeńskich). Miasto kultywowało te tradycje, pozostając silnym ośrodkiem muzyki romantycznej oraz okresu modernizmu.
Z miastem związani byli tacy kompozytorzy, jak Joseph Haydn, Wolfgang Amadeus Mozart, Ludwig van Beethoven, Johannes Brahms, Johann Strauss ojciec i syn, Anton Bruckner i Gustav Mahler. Tam urodzili się Franz Schubert, a także dodekafonicy Arnold Schönberg, Alban Berg i Anton Webern z tzw. drugiej szkoły wiedeńskiej oraz jazzman Joe Zawinul.

## Jodłowanie
Jodłowanie to forma śpiewu z częstymi zmianami skokowymi pomiędzy rejestrami. Tradycja rozwinęła się w Alpach. Austriacy określają jodłowanie mianem juchizn.

## Muzyka rockowa i pop
W latach 80. XX wieku najpopularniejszym austriackim solistą był Falco. Jego piosenka „Rock Me Amadeus” trafiła w 1986 na amerykańską listę przebojów Hot 100, tworzoną przez magazyn „Billboard”. W 1998 muzyka Falco ponownie stała się popularna ze względu na jego nagłą śmierć w Republice Dominikany.
Austria nie jest istotnym międzynarodowym ośrodkiem muzyki rockowej i pop. Mimo to niektóre zespoły i soliści są dość znani. Zespół Opus znalazł się na światowych listach przebojów. W ciągu ostatnich kilku lat austriackie grupy odbywały trasy koncertowe po Europie i odnosiły sukcesy na listach przebojów. Najbardziej znana jest Christina Stürmer. Zespół SheSays grał jako support podczas europejskiej trasy koncertowej Bryana Adamsa. Ostatnio popularne są albumy zespołów AOR i Cornerstone.
Aktualnie na austriackiej scenie metalowej najpopularniejsze jest trio Belphegor, grające death metal. Wśród zespołów metalowych można znaleźć również Hollenthon, Pungent Stench, Abigor, Disharmonic Orchestra, Visions of Atlantis, Dornenreich, Summoning oraz Estatic Fear.
Christian Fennesz to austriacki twórca muzyki elektronicznej. Z tego kraju pochodzą również Der Blutharsch oraz Sturmpercht.
W 1967 w Wiedniu urodził się perkusista Thomas Lang. Grał on z takimi artystami, jak Robert Fripp, Geri Halliwell czy Robbie Williams.
Niewielkie znaczenie w Austrii ma muzyka z gatunku indie rock. Wiedeński zespół Killed By 9V Batteries jest jednym z nielicznych, który odbywa międzynarodowe trasy koncertowe.
Co roku w październiku odbywa się The Waves Vienna Music Festival & Conference. Jest to festiwal muzyki pop.

## Współczesna muzyka poważna
Orkiestra Wiener Philharmoniker to znany na całym świecie zespół, który odbywa światowe trasy koncertowe. Ich coroczny Koncert Noworoczny, odbywający się w sali koncertowej Wiener Musikverein, jest jednym z najważniejszych koncertów muzyki poważnej w Europie.

## Muzyka elektroniczna
Scena muzyki elektronicznej w Austrii rozwija się prężnie. Znanymi przedstawicielami są Parov Stelar, Kruder & Dorfmeister oraz Elektro Guzzi. Popularny jest również gatunek drum ‘n’ bass, a wykonujący go artyści (Camo & Krooked, Disaszt, Ill.Skillz czy Mefjus) odnoszą sukcesy na scenie międzynarodowej.

## Neue Deutsche Härte
Nurt Neue Deutsche Härte jest bardzo popularny w Austrii i w niemieckojęzycznej części Europy. Reprezentują go takie zespoły, jak Stahlhammer i L’Âme Immortelle, które odnoszą międzynarodowe sukcesy. Również niemiecki zespół Samsas Traum jest związany z Austrią.

## Odnośniki
- „Znani austriaccy kompozytorzy” – Naxos, 2004. Strona w języku angielskim[1].